# Na skálách (Brdy)
Na skálách je vrch (747 m) a  přírodní rezervace v Brdech u obce Věšín. Chráněné území bylo vyhlášeno roku 1966 k ochraně bukojedlového porostu.

## Geomorfologie
Geomorfologicky spadá do celku Brdská vrchovina, podcelku Brdy, okrsku Třemšínská vrchovina a podokrsku Chynínská vrchovina.